# Discographie d'AOA
La discographie du girl group sud-coréen AOA est constituée de trois albums studio, de six mini-albums et de dix-neuf singles. Le groupe a débuté avec la chanson "Elvis" le 30 juillet 2012.

## Albums

### Album studio
| Ace of Angels                                                                               | - Date de sortie : 14 octobre 2015 (JPN) - Label : Universal Music Japan - Formats : CD, téléchargement numérique    | — | 2  | - JPN (CD) : plus de 25 256  |  |
| Runway                                                                                      | - Date de sortie : 30 novembre 2016 - Label : Virgin Music, Universal Music - Formats : CD, téléchargement numérique | _ | 5  | - JPN : 16,628               |  |
| Angel's Knock                                                                               | - Date de sortie : 2 janvier 2017 - Label : FNC Entertainment - Formats : CD, téléchargement numérique               | 3 | 39 | - COR : 35,013 - JPN : 3,424 |  |
| "—" montre qu'aucun classement n'a été atteint ou que ce n'est pas sorti dans cette région. | |   |    |                              |  |

### Compilation
| Title                                                                              | Détails de l'album                                                                                                  | Meilleures positions | Meilleures positions | Ventes                                                                         | Certifications |
| Title                                                                              | Détails de l'album                                                                                                  | COR                  | JPN                  | Ventes                                                                         | Certifications |
| ---------------------------------------------------------------------------------- | --- | -------------------- | -------------------- | ------------------------------------------------------------------------------ | -------------- |
| AOA Best Song for Asia                                                             | - Date de sortie : 26 septembre 2014 (TWN) - Label : FNC Entertainment - Formats : CD+DVD, téléchargement numérique | 104                  | —                    | - TWN (CD) : plus de 9 617 - JPN (CD) : plus de 625 - COR (CD) : plus de 1 234 |                |
| "—" signifie que l'album ne s'est pas classé ou n'est pas sorti dans cette région. | |                      |                      |                                                                                |                |

### Mini-albums (EPs)
| Titre                                                                              | Détails de l'album                                                                                             | Meilleures positions | Meilleures positions | Meilleures positions | Ventes                                      | Certifications |
| Titre                                                                              | Détails de l'album                                                                                             | COR                  | JPN                  | US World             | Ventes                                      | Certifications |
| ---------------------------------------------------------------------------------- | --- | -------------------- | -------------------- | -------------------- | ------------------------------------------- | -------------- |
| Short Hair                                                                         | - Date de sortie : 19 juin 2014 (COR) - Label : FNC Entertainment - Formats : CD, téléchargement numérique     | 4                    | —                    | —                    | - COR : 19,911+ - JPN : 625+ - TWN : 401+   |                |
| Like a Cat                                                                         | - Date de sortie : 11 novembre 2014 (COR) - Label : FNC Entertainment - Formats : CD, téléchargement numérique | 3                    | —                    | —                    | - COR : 29,946+ - JPN : 816+ - TWN : 513+   |                |
| Heart Attack                                                                       | - Date de sortie : 22 juin 2015 (COR) - Label : FNC Entertainment - Formats : CD, téléchargement numérique     | 2                    | —                    | 5                    | - COR : 47,447+ - JPN : 1,514+ - TWN : 763+ |                |
| Good Luck                                                                          | - Date de sortie : 16 mai 2016 (COR) - Label : FNC Entertainment - Formats : CD, téléchargement numérique      | 2                    | 48                   | 7                    | - COR : 41,148+ - JPN : 2,918+ - TWN : 372+ |                |
| New Moon                                                                           | - Date de sortie : 26 novembre 2019 - Label : FNC Entertainment - Formats : CD, téléchargement numérique       | 3                    | —                    | —                    | - COR : 12,509                              |                |
| "—" signifie que l'album ne s'est pas classé ou n'est pas sorti dans cette région. | |                      |                      |                      |                                             |                |

## Singles
| Titre                                                                                 | Année  | Meilleures positions | Meilleures positions | Meilleures positions | Meilleures positions | Meilleures positions | Ventes                                       | Album                        |
| Titre                                                                                 | Année  | COR Gaon             | COR Gaon             | KOR Hot 100          | JPN Oricon           | JPN Hot 100          | Ventes                                       | Album                        |
| Titre                                                                                 | Année  | Album                | Digital              | KOR Hot 100          | JPN Oricon           | JPN Hot 100          | Ventes                                       | Album                        |
| Coréen                                                                                | Coréen | Coréen               | Coréen               | Coréen               | Coréen               | Coréen               | Coréen                                       | Coréen                       |
| ------------------------------------------------------------------------------------- | ------ | -------------------- | -------------------- | -------------------- | -------------------- | -------------------- | -------------------------------------------- | ---------------------------- |
| "Elvis"                                                                               | 2012   | 8                    | 69                   | 87                   | —                    | —                    | - COR (DL) : 144,290+ - COR (CD) : 6,513+    | Angels' Story (album single) |
| "Get Out"                                                                             | 2012   | 5                    | 77                   | 88                   | —                    | —                    | - COR (DL) : 183,051+ - COR (CD) : 5,951+    | Wanna Be (album single)      |
| "Moya" (en tant qu'AOA Black)                                                         | 2013   | 9                    | 33                   | 21                   | —                    | —                    | - COR (DL) : 203,540+ - COR (CD) : 4,867+    | Moya (album single)          |
| "Confused"                                                                            | 2013   | 12                   | 40                   | 38                   | —                    | —                    | - COR (DL) : 135,736+ - COR (CD) : 7,804+    | Red Motion (album single)    |
| "Miniskirt"                                                                           | 2014   | 9                    | 11                   | 8                    | —                    | —                    | - COR (DL) : 1,311,414+ - COR (CD) : 15,029+ | Miniskirt (album single)     |
| "Short Hair"                                                                          | 2014   | —                    | 5                    | 4                    | —                    | —                    | - COR (DL) : 1,155,503+                      | Short Hair                   |
| "Like a Cat"                                                                          | 2014   | —                    | 5                    | —                    | —                    | —                    | - COR (DL) : 1,193,702+                      | Like a Cat                   |
| "Heart Attack"                                                                        | 2015   | —                    | 2                    | —                    | —                    | —                    | - COR (DL) : 1,675,028                       | Heart Attack                 |
| "I'm Jelly Baby" (en tant qu'AOA Cream)                                               | 2016   | —                    | 26                   | —                    | —                    | —                    | - COR (DL) : 197 098                         | Pas de sortie d'album        |
| "Good Luck"                                                                           | 2016   | —                    | 2                    | —                    | —                    | —                    | - COR (DL) : 639,354+                        | Good Luck                    |
| Japonais                                                                              |        |                      |                      |                      |                      |                      |                                              |                              |
| "Miniskirt"                                                                           | 2014   | —                    | —                    | —                    | 13                   | 33                   | - JPN (CD) : plus de 12 233                  | Ace of Angels                |
| "Like a Cat"                                                                          | 2015   | —                    | —                    | —                    | 4                    | 10                   | - JPN (CD) : plus de 21 240                  | Ace of Angels                |
| "Heart Attack"                                                                        | 2015   | —                    | —                    | —                    | 6                    | 9                    | - JPN (CD) : plus de 26 129                  | Ace of Angels                |
| "Give Me the Love" (featuring Takanori Nishikawa)                                     | 2016   | —                    | —                    | —                    | 3                    | 6                    | - JPN (CD) : plus de 33 010                  | Pas de sortie d'album        |
| "Good Luck"                                                                           | 2016   | —                    | —                    | —                    | 3                    | —                    | - JPN (CD) : plus de 39 415                  | Pas de sortie d'album        |
| Chinois                                                                               |        |                      |                      |                      |                      |                      |                                              |                              |
| "Heart Attack"                                                                        | 2015   | —                    | —                    | —                    | —                    | —                    |                                              | Pas de sortie d'album        |
| "—" signifie que le morceau ne s'est pas classé ou n'est pas sorti dans cette région. |        |                      |                      |                      |                      |                      |                                              |                              |

## Autres chansons classées
| Année | Titre    | Meilleure position | Vente                      | Album        |
| Année | Titre    | KOR Gaon           | Vente                      | Album        |
| ----- | -------- | ------------------ | -------------------------- | ------------ |
| 2015  | "Luv Me" | 99                 | - COR (DL): Plus de 20 992 | Heart Attack |

## Vidéographie

### DVD
- 2014 : Hot Summer and PhotoBook

### Clips vidéos
| Titre                                       | Année  | Autre(s) version(s)    |
| Coréen                                      | Coréen | Coréen                 |
| ------------------------------------------- | ------ | ---------------------- |
| "Elvis"                                     | 2012   | - Band Version         |
| "Get Out"                                   | 2012   |                        |
| "Moya" (en tant qu'AOA Black)               | 2013   |                        |
| "Confused"                                  | 2013   |                        |
| "Miniskirt"                                 | 2014   | - Extended Cut Version |
| "Short Hair"                                | 2014   |                        |
| "Like a Cat"                                | 2014   |                        |
| "Heart Attack                               | 2015   | - Choreography Version |
| "I'm Jelly Baby" (en tant qu'AOA Cream)     | 2016   |                        |
| "Good Luck"                                 | 2016   |                        |
| Japonais                                    |        |                        |
| "Miniskirt"                                 | 2014   |                        |
| "Like a Cat"                                | 2015   | - Dance Version        |
| "Heart Attack"                              | 2015   | - Dance Version        |
| "Oh Boy"                                    | 2015   | - Dance Version        |
| "Give Me the Love" (ft. Takanori Nishikawa) | 2016   | - Dance Version        |
| "Good Luck"                                 | 2016   |                        |
| Chinois                                     |        |                        |
| "Heart Attack"                              | 2015   |                        |